# Là-haut (opérette)
Pour les articles homonymes, voir Là-haut.
Là-haut est une opérette bouffe du compositeur français Maurice Yvain, sur un livret de Yves Mirande et Gustave Quinson, créée en 1923 à Paris. Les paroles des passages chantés ont été écrits par Albert Willemetz.

## Description
Là-haut s'inscrit dans le genre nouveau de l'opérette, avec une mise en scène plus simple, un nombre réduit de musiciens et de chanteurs, des danses à la mode, qui permettait de jouer ces ouvrages dans des petites salles, adaptées à un public populaire. L'œuvre est distribuée en trois actes et quatre tableaux, sur une durée d'environ deux heures.

## Création
L'opérette est créée le 31 mars 1923 aux Théâtre des Bouffes-Parisiens. Dirigée par Pierre Chagnon, Maurice Chevalier en tenait le rôle-titre lors des premières représentations ; il était accompagné de Dranem. La mise en scène est de Edmond Roze et les décors y sont assurés par Émile Bertin. Là-haut connu un très fort succès dès sa création, en particulier du public.
La faveur du public qu'emporta Dranem est à l'origine d'un conflit entre les deux chanteurs, qui conduit le premier a quitter la production qui continua sans lui sur sa belle lancée. Il sera remplacé successivement par Sergius, Boucot et Harry Arbell. Sa femme Yvonne Vallée qui également la production et est remplacée par Suzette O'Nil, épouse de Dranem.

## Rôles
| Rôle                 | Créateurs en 1923 Direction : Pierre Chagnon |
| -------------------- | -------------------------------------------- |
| Evariste Chanterelle | Maurice Chevalier                            |
| Frisotin             | Dranem                                       |
| Gabin père           | Saint-Pierre                                 |
| Martel               | Louis Blanche                                |
| Emma                 | Mary Malbos                                  |
| Marguerite           | Yvonne Vallée                                |
| Les élues            | Marthe Duguet, Yvonne Sergys, Ginette Winter |

## Productions

### Représentations
- 1997-98, représentation au Théâtre des Célestins à Lyon, dirigée par René Clément et Yves Cayrol, mise en scène par David Gilmore, avec Patrick Haudecoeur, Manon Landowski, Jean-Paul Lucet, Georges Montillier et André Penvern.
- 2018, puis repris en 2021, à l'Odéon de Marseille, dirigé par Bruno Conti, et mis en scène par Carole Clin, avec l'Orchestre de l'Odéon[1].
- 2022, production jouée, à Athénée Théâtre Louis-Jouvet, au Théâtre Impérial de Compiègne et au Théâtre Municipal Raymond Devos de Tourcoing, direction Nicolas Chesneau, mise en scène Pascal Neyron, avec les Frivolités Parisiennes[7],[8].
- 2022 à la Cité Bleue de Genève avec la Compagnie Esperluette[9].

### Enregistrements
- Enregistré intégralement dir. Jacques-Henri Rys, avec Maurice Chevalier, Roméo Carlès, Robert Destain, André Balbon, Marina Hotine, Ione Claire, Marthe Serres, 2 CD, Universal-Musidisc, 461967-2.